# Лук'яненко Катерина Олександрівна
Катерина Олександрівна Лук'яненко (нар. 6 липня 1996, Нова Каховка, Україна) — українська режисерка театру ляльок, драматургиня. Режисерка Київського державного академічного театру ляльок, докторка мистецтв та старша викладачка кафедри мистецтва театру ляльок КНУТКіТ ім. Івана Карпенка-Карого, генеральний секретар ГО «UNIMA — Україна». Лауреат Премії ім. Лесі Українки (2023).

## Життєпис
Народилася 6 липня 1996 року у Новій Каховці на Херсонщині.
2013 року вступила на кафедру актрського мистецтва та режисури театру ляльок Київського національного університету театру, кіно і телебачення ім. Івана Карпенка-Карого за спеціальністю «Режисер театру ляльок» (майстерня Леоніда Попова). 2017-го закінчила магістратуру за спеціалізаціями «режисер театру ляльок, викладач».
Перші режисерські постановки прийшлися на роботу зі студентами кафедри мистецтва театру ляльок КНУТКіТ ім. Івана Карпенка-Карого (навчальний театр «Арлекін»). Саме там з'явилися водевіль «Актор» за Миколою Некрасовим, комедія–гра «Лисеня-хитрун» Валдіса Павловскіса, інтерактивна казка «Козенята та Сірий вовк» Юзефа Гімельфарба (всі 2016). За власною інсценізацією «Казок дядечка Римуса» Джоеля Гарріса  та мультфільму «Зоотрополіс» поставила виставу «Розбійник Лис та шериф Кролик» на сценах професійних театрів: Херсонського (2017) та Чернівецького (2018) театрів ляльок. На посаді режисерки-постановниці Київського державного театру ляльок випустила вистави «Чому ростуть діти?» Григорія Усача (2017), «Різдвяна рукавичка» за власною інсценізацією народної казки «Рукавичка» (2018), та версію казки «Вовк та семеро козенят» (2021). Першу власну п'єсу створила в рамках Лабораторії драматургії НСТДУ 2020 року (куратор – Павло Ар'є). Жанр «Зубатої втрати» визначено як «зубна комедія жахів для дітей від 4-х років». Прем'єру «Зубатої страти» випустила під час карантину у серпні 2020 року на сцені Київського державного академічного театру ляльок.
Керує проєктом «Шосте чуття», для якого створила пстановки з урахуванням сприйняття незрячих та слабозорих глядачів. Історії з книжок «Хто росте у парку» та «Хто росте у саду» української письменниці Катерини Міхаліциної було перетворено на театральні вистави відчуттів – які, за визначенням авторки «не дивишся (бо на очах маєш пов’язку), а реально відчуваєш – на дотик, на звук, шкірою та уявою. На цілі всесвіти, які бентежать і працюють з внутрішньою довірою, і наближають до розуміння, яким буває цей світ для людей з вадами зору». Театрознавиця Вікторія Котенок відмічає роботу як «своєрідне науково-мистецьке дослідження, для якого творці задіюють у глядачів усі основні органи чуття (зір, нюх, слух, смак, дотик), аби допомогти відкрити досі невідоме шосте чуття». Вистави театру відчуттів у постановці Катерини Лук'яненко йдуть у Паневежисі, Києві, Івано-Франківську. Версія під назвою «Хто росте в саду» Івано-Франківського театру ляльок відмічена Премією ім. Лесі Українки (2023), яка щороку визначає твори, які сприяють вихованню нового покоління у дусі національної гідності та духовної єдності українського суспільства. В рішенні Держкомтелерадіо зазначано: «Своєю оригінальною постановкою Івано-Франківський театр ляльок крізь призму «шостого почуття» доносить до глядачів вічні цінності – любов до рідної Батьківщини, ставлення людини до природи та навколишнього світу, про пошук себе та свого місця у світі…».
Під час російського вторгнення в Україну з роботами проєкту «Шосте чуття» представляла Україну за кордоном (участь у X Міжнародному фестивалі лялькових шкіл Puppetnopuppet (Lalkanielalka) у польському місті Білосток, фестивалі Словенії, Німеччині, Румунії, Словаччині, Чехії та Фінляндії). Реалізувала постановку вистави «Космічна кімната» за п'єсою Магдалени Мрожинської у варшавському Театрі ляльок «Гулівер» (2023).
2023-го захистила творчий мистецький проєкт на здобуття освітньо творчого ступеня «доктор мистецтва».
Майстриня спорту з тенісу. Живе та проацює в Києві.

## Режисерські роботи
Перелік робіт наведено за каталогом порталу «Театральна риболовля».
| Навчальний театр «Арлекін» КНУТКіТ ім. Івана Карпенка-Карого (кафедра мистецтва театру ляльок) - 2016, 23 січня — «Актор» Миколи Некрасова - 2016, 18 вересня — «Лисеня-хитрун» Валдіса Павловскіса - 2016, 28 жовтня — «Козенята та Сірий вовк» Юзефа Гімельфарба Херсонський обласний театр ляльок - 2017, 9 квітня — «Розбійник Лис та шериф Кролик» Катерини Лук’яненко за мотивами «Казок дядечка Римуса» Джоеля Гарріса та мультфільму «Зоотрополіс» Київський державний академічний театр ляльок - 2017, 30 грудня — «Чому ростуть діти?» Григорія Усача - 2018, 26 грудня — «Різдвяна рукавичка» Катерини Лук’яненко за мотивами української народної казки «Рукавичка» - 2020, 15 серпня — «Зубата втрата» Катерини Лук'яненко - 2021, 1 червня — «Вовк та семеро козенят» Катерини Лук'яненко Чернівецький академічний обласний театр ляльок - 2018, 8 липня — «Розбійник Лис та шериф Кролик» Катерини Лук’яненко за мотивами «Казок дядечка Римуса» Джоеля Гарріса та мультфільму «Зоотрополіс» | Паневежський театр ляльок (м. Паневежис, Литва) - 2020, 10 березня — «Sestasis jaussmas» («Шосте чуття») Катерини Міхаліциної Проєкт «Шосте чуття» - 2021, 12 червня — «Хто росте у парку» за книжкою Катерини Міхаліциної Івано-Франківський академічний обласний театр ляльок імені Марійки Підгірянки - 2021, 1 жовтня — «Хто росте в саду» за книжкою Катерини Міхаліциної Театр ляльок «Гулівер» (м. Варшава, Польща) - 2023, 4 грудня — «Космічна кімната» за п'єсою Магдалени Мрожинської Перформативні проєкти - 2016, 29 липня — «ATTENTION – торгівля людьми» за сценарієм Олександра Мартиненка (перформерменс на Хрещатику в Києві) - 2017, 18 квітня — «Революційний вертеп» Павла Горбенка (робота в рамках реконструкції вистав 1921 року – Межигірського (революційного) вертепу відбулася у Музеї театрального, музичного та кіномистецтва України) - 2020, 16 лютого — «Зубата втрата» Катерини Лук’яненко (режисерська читка в рамках I Фестивалю сучасної драми. Діти) |

## Драматургічні роботи
Інсценізації
П'єси
- «Зубата втрата» (зубна комедія жахів для дітей від 4-х років) (створено в рамках Лабораторії драматургії НСТДУ)[25]

## Участь у фестивалях
- Вистава «Лисеня-хитрун» (Театр «Арлекін», КНУТКіТ ім. Івана Карпенка-Карого):
  - 2016 — Всеукраїнський фестиваль театрів ляльок «Лялькова веселка» (м. Запоріжжя)
  - 2018 — Міжнародний фестиваль театральних шкіл «Лялька-не-Лялька» (м. Білосток, Польща)
- Вистава «Зубата втрата» (Київський державний академічний театр ляльок)
  - 2021 — IV Всеукраїнська театральна фестиваль-премія «GRA» (Україна) — лонг-лист фестивалю у номінації «Вистава для дітей»
- Вистава «Хто росте у парку» (Проєкт «Шосте чуття»):
  - 2021 — ХХІІІ Міжнародний театральний фестиваль «Мельпомена Таврії» (м. Херсон)[26] — спеціальна відзнака Експертної ради за просування цінності інклюзії в українському суспільстві та терапевтичну силу мистецтва вистава «Хто росте в парку»[27]
  - 2022 — Міжнародний фестиваль «Babkarska Bystrica» (м. Банська Бистриця, Словаччина)
  - 2022 — Міжнародний фестиваль театральних шкіл «Artorium» (м. Банська Бистриця, Словаччина)
  - 2022 — Міжнародний фестиваль театральних шкіл «Meeting of theater schools» (м. Тиргу-Муреш, Румунія)
  - 2023 — Міжнародний фестиваль театрів ляльок (м. Марібор, Словенія)
  - 2023 — Міжнародний фестиваль театру юного глядача «Hellwach» (м. Гамм, Німеччина)
  - 2023 — Міжнародний фестиваль театрів ляльок «Sampo» (м. Хельсінкі, Фінляндія)
  - 2023 — Міжнародний фестиваль театрів ляльок «Spectaculo interesse» (м. Острава, Чехія)
  - 2023 — Міжнародний фестиваль театрів ляльок «Edu fest» (м. Банська Бистриця, Словаччина)

## Нагороди та визнання
- 2021 — Блогерський рейтинг «Театральної риболовлі» за підсумками 2020 року — вистава «Зубата втрата» (Київський державний академічний театр ляльок) — лауреат номінації «Золотий улов Риболовлі»[28]
- 2023 — Премія імені Лесі Українки — Лауреат номінації «Театральна вистава для дітей та юнацтва» (вистава «Хто росте в саду»  Івано-Франківський академічний обласний театр ляльок імені Марійки Підгірянки)[29][30]